# Poro (rei)
Poro (em latim: Pōrus; em grego: Πῶρος, por sua vez do sânscrito Puru, Purushottama; também conhecido localmente como Rajá Puru, Rai Por, Rajá Paurava ou Parvatka) foi rei de Paurava, antigo Estado localizado no território do Punjabe, entre os rios Jhelum e Chenab (antigos Hidaspes e Acesines), cujo domínio eventualmente se estendeu até o rio Beás (Hifasis). Acredita-se que sua capital tenha sido na atual cidade de Laore. Poro é célebre por ter enfrentado Alexandre, o Grande, na batalha do rio Hidaspes, em 326 a.C.
Fontes antigas afirmam que o rei Poro teria "cinco cúbitos de altura", equivalendo à implausível altura de 2,3 metros (se for considerado o cúbito tradicional), ou, mais provavelmente, 1,8 metro se o cúbito macedônio for utilizado.

## Contexto dinástico

### Teorias com base na etimologia
Não existem fontes textuais indianas que mencionem Poro e indiquem a que tribo ou grupo étnico ele pertencia. Diversos grupos étnicos no subcontinente indiano tentaram em algum ponto mencioná-lo como seu próprio ancestral.
Segundo o acadêmico Buddha Prakash, em seu livro Movimento Político e Social no Antigo Punjabe (1964), "os purus teriam colonizado a região entre o Asikni e o Parusni, de onde teriam lançado seu ataque aos báratas, e, após a derrota inicial na Guerra Dasarajna, logo teriam se reagrupado e prosseguido sua marcha sobre o Yamuna e o Sarasvati, e posteriormente acabaram por se misturar com os báratas". Alguns de seus descendentes teriam permanecido no Punjabe, onde desempenharam um papel importante nos eventos ocorridos na época de Alexandre. Provavelmente sobreviveram na região com o nome de Puri, uma sub-casta dos khatris.
Outro acadêmico, Damodar Dharmanand Kosambi, também concorda com este ponto de vista. Segundo ele, a causa da Batalha dos Dez Reis teria sido por um suposto desvio das águas do rio Parusni, um trecho do atual rio Ravi que mudou de curso por diversas vezes. O desvio de águas do sistema de afluentes do Indo ainda hoje é motivo de disputas entre a Índia e seu vizinho, o Paquistão. Os purus, embora fossem inimigos dos sudas, não apenas seriam arianos como teriam sido parentes próximos dos báratas. Ainda segundo Kosambi, a tradição posterior teria mesmo chegado a classificar os báratas como um ramo dos purus; os sacerdotes do mesmo clã no Rigveda entoam feitiços e bençãos sobre os purus em diversos hinos, o que mostraria que as diferenças entre eles e os báratas não teriam sido permanentes. A disputa teria relação com outro fatos, e não com a diferença entre arianos e não-arianos; os purus permaneceram na região de Harapa e aumentaram seu domínio sobre o Punjabe posteriormente; teriam sido eles quem mais resistiram contra Alexandre, em 327 a.C. O atual sobrenome punjabe Puri possivelmente pode ter se originado da tribo dos purus. Este ponto de vista também é reforçado por Hermann Kulke e Naval Viyogi.
Segundo o tenente-coronel britânico James Tod, historiador e estudioso da cultura local, os shoorsainis (os Sourasenoi citados pelos antigos gregos) seriam a tribo puru, cujo rei se chamava Poro, lendário adversário de Alexandre, o Grande. Segundo ele, Puru teria se tornado o patronímico deste ramo da "raça lunas", e o termo teria sido transformado em Porus pelos historiadores de Alexandre. Os "surassenos" de Methoras (descendnetes de Soor Sen, de Mathura) eram todos purus, chamados Prasioi por Megástenes. Para Tod, estes vestígios da "antiga raça de Harikula" eram inestimáveis; entre as ruínas no Yamuna, por exemplo, viam-se imagens de "Héracles" (Baldeva, deus da força) ainda com seu tacape e a pele de leão, sobre seu pedestal, em Baldeo, e ainda em seu tempo venerados pelos surassenos. O nome, segundo ele, era utilizado para todo o trecho de terra situado em torno de Mathura, ou, mais precisamente, em torno de Surpura, a antiga capital fundada por Surasena, o avô das divindades-irmãs hindus, Krishna e Baldeva, "Apolo e Héracles". O título podia ser aplicado a ambos, embora Baldeva fosse caracterizado como 'deus da força'. Ambos são es ("senhores") da "raça" (kula) de Hari (Hari-kul-es), de onde os gregos poderiam ter extraído o composto Hercules (variante latina do nome de Héracles), sugerindo até mesmo que tal raça poderiam ter migrado para o Ocidente após a "Grande Guerra".
Por este ser um nome relativamente comum, são muitos os que alegam a descendência de Poro; Tod considerou, no entanto, os paramaras como os mais prováveis detentores legítimos desta "honra", especialmente devido à sua pronúncia do topônimo Pramar, Puar.

### Teorias com base na simbologia e localização
James Tod não baseou sua teoria, no entanto, de que Poro seria um yadava shoorsaini na semelhança dos nomes, embora tenha mencionado o fato tangencialmente; alegando o que via como uma "óbvia fraqueza" nesta metodologia, rejeitou explicitamente qualquer conclusão baseada nela. 
Ishwari Prashad e outros acadêmicos do Congresso Indiano de Histórica utilizaram-se de metodologia idêntica para chegar à mesma conclusão. O núcleo desta teoria consiste no fato de que os soldados da vanguarda de Poro carregaram um estandarte de Héracles, identificado explicitamente por Megástenes - que só viajou à Índia depois que Poro havia sido suplantado por Chandragupta — com os shoorsainis de Mathura. Este 'Héracles' mencionado por Megástenes e Arriano foi identificado por alguns estudiosos como Krishna, e, por outros, como seu irmão, Baldeva, ambos ancestrais e padroeiros dos shoorsainis. O indólogo americano também corrobora esta hipótese, mencionando que Arriano, Diodoro e Estrabão, além de Megástenes, descreveram uma tribo indiana chamada de sourasenoi, que venerado Héracles, em particular, na sua terra, e que esta sua terra tinha duas cidades, Methora e Kleisobora, além de um rio navegável, o Jobares. Sabe-se que os gregos tinham por hábito descrever divindades estrangeiras em termos comuns às suas próprias divindades, por vezes mesmo associando-as e dando-lhes os mesmos nomes, e disso pode-se concluir que os sourasenoi seriam, de fato, os shurasenas, "um ramo da dinastia Yadu ao qual o próprio Senhor Krishna pertencia"; Héracles, portanto, seria identificado com Krishna, ou Hari-Krishna. Methora com Mathura, onde Krishna teria nascido; Kleisobora seria Krishnapura, a "cidade de Krishna"; e o rio Jobares o Yamuna, célebre rio da história do deus. O historiador romano Quinto Cúrtio também menciona que, quando Alexandre, o Grande enfrentou Poro, os soldados deste portavam uma imagem de Héracles na vanguarda de sua tropa. Tod e outros acadêmicos, como Prashad, seguindo esta trilha, encontraram ainda mais suporte para esta conclusão com a lenda de que uma parte dos yadavas/shoorsainis teriam migrado para o oeste, rumo ao Punjabe e Afeganistão, a partir de Mathura e Dvaraka, e fundado ali novos reinos. Esta lenda da "marcha para o ocidente dos yadus", mencionada no Mahabharata (1.13.49, 65), a partir de Mathura, rumo à possível localidade de Darwaz, no Afeganistão - já que o caminho para Dvaraka, ao sul, passa por um deserto e seria um destino pouco provável para os refugiados.
Para uma publicação oficial do governo britânico da Índia que data do século XIX, a Gazeta do Distrito de Dera Ghazi Khan (Gazetteer of the Dera Ghazi Khan District), podia se concluir que o nome 'Poro' designaria simplesmente o título de Purrus ou Porus, nome de um rei ou família de reis; e que, na medida em que não existiam registros autênticos das tribos que habitavam a região de Peshawar antes da época de Maomé, e nada se sabia delas além do fato de que tinham origem indiana, não seria improvável conjecturar que seriam descendentes da raça de Yadu que teriam sido ou expulsos ou migrado voluntariamente a partir do Guzerate, por volta de 1 100 a.C., e que posteriormente chegaram a Kandahar e às montanhas de Cabul, onde "teriam dado origem aos jaduns que vivem nas montanhas ao norte de Yusafjai".
James Tod também associou Poro com os shoorsainis com base na simbologia relativa a Héracles usada pelo exército de Poro e o movimento rumo ao Ocidente feito pelos yadavas shoorsainis rumo ao Punjabe e Afeganistão, indicado pelos textos purânicos e épicos. após a batalha do Mahabharata.
Outra teoria, no entanto, associa Héracles com outra divindade do panteão hinduísta, Xiva.

## Sátrapa
O rei Poro parece ter ocupado a posição de sátrapa helenístico por diversos anos depois da partida de Alexandre da região. É mencionado pela primeira vez no cargo como sátrapa da região do Hidaspes, no texto relativo à Partilha da Babilônia, em 323 a.C., e confirmado nela em 321 a.C., no Pacto de Triparadiso.

## Aliança com Chandragupta Máuria
A peça em sânscrito de Visakhadutta, Mudrarakshasa, bem como a obra jainista Parisishtaparvan, mencionam uma aliança de Chandragupta Máuria com o rei Parvatka, também identificado com Poro. Esta aliança teria fornecido a Chandragupta um exército formidável, que incluía indo-citas, yavanas, cambojas, kiratas, parasikas e bahlikas.

## Morte
Fontes indianas registram que Parvata (Poro) teria sido morto acidentalmente por outro soberano indiano, Rakshasa, que estava tentando assassinar Chandragupta Máuria em seu lugar.
Já os historiadores gregos registram que ele teria sido assassinado, por volta de 321 a.C. e 315 a.C., pelo general trácio Eudemo, encarregado de comandar as tropas macedônias estacionadas no Punjabe:
| “ | Da Índia veio Eudamo, com 500 cavaleiros, 300 soldados de infantaria de 120 elefantes. Estas feras ele conseguiu obter após a morte de Alexandre, ao assassinar de maneira traiçoeira o rei Poro. | ” |
|   | — Diodoro Sículo, XIX-14. |   |

Após seu assassinato seu filho, Malayketu, subiu ao trono, com o auxílio de Eudemo. Malayketu acabou, no entanto, sendo morto logo depois, na Batalha de Gabiene (316 a.C.). 
Em 44 d.C., Taxila foi visitada por um filósofo grego chamado Apolônio . O relato do filósofo, mantido por seu diarista, descreve dois templos, um fora das muralhas da cidade, e o outro na sua rua principal, que levava ao palácio real. Ambos os templos tinham grandes murais de cobre adornando suas paredes, que ilustravam cenas de batalha das guerras ocorridas nas margens do rio Jhelum 367 anos antes. O relato elogia a beleza destas ilustrações; suas cores e formas equivaleriam a assistir uma cena real, congelada no tempo. Ambos os murais, que mostravam Raja Paurava (o "rajá Poro") derrotado, teriam sido encomendados pelo próprio Poro, quando as notícias da morte de Alexandre chegaram até ele, em Taxila. Segundo o diarista de Apolônio, Poro o fez não apenas para reconhecer sua amizade com Alexandre, mas também para preservar a história fielmente, tal como ela havia se desenrolado. Quando os murais foram feitos, Taxila ocupava o sítio conhecido atualmente como monte Bhir; duzentos anos mais tarde, os indo-gregos o deslocaram para o local conhecido atualmente como Sircape, para onde os murais teriam sido levados. Apesar da delicada transferência para outro local, e de um terremoto ocorrido em 25 d.C. que destruiu completamente a cidade, dezenove anos mais tarde, quando Apolônio a visitou, a cidade estava sendo reconstruída por um xá parta, e os murais haviam sido recolocados, com perfeição, nos novíssimos templos.